# Jeanne d'Alcy
 Jeanne d'Alcy (Vaujours, 20 maart 1865 – Versailles, 14 oktober 1956) was de eerste Franse filmactrice. Ook speelde ze in theaters. Ze was getrouwd met de filmpionier Georges Méliès vanaf 1926 tot zijn dood in 1938. 
Ze verscheen onder meer in de films Le Manoir du diable (1896), Jeanne d'Arc (1900) en Le Voyage dans la lune (1902). Ze overleed in Versailles op 91-jarige leeftijd.
Ze werd gespeeld door Helen McCrory in de film van Martin Scorsese's uit 2011: Hugo.

## Filmografie
- Le Manoir du diable (1896)
- Escamotage d'une dame au théâtre Robert Houdin (1896) - Vrouw
- Faust et Marguerite (1897)
- Après le bal (1897) - Vrouw
- Pygmalion et Galathée (1898)
- La Colonne de feu (1899) - Ayesha
- Cendrillon (1899) - Stiefmoeder
- Cléopâtre (1899) - Cleopatra
- Jeanne d'Arc (1900) - Jeanne d'Arc
- Nouvelles luttes extravagantes (1900)
- Barbe-bleue'' (1901) - Le nouvelle épouse de Barbe-bleue
- Le voyage dans la lune (1902)
- L'Enchanteur Alcofrisbas (1903)
- Le Grand Méliès (1952) - zichzelf